# فورد فیوژن (آمریکا)

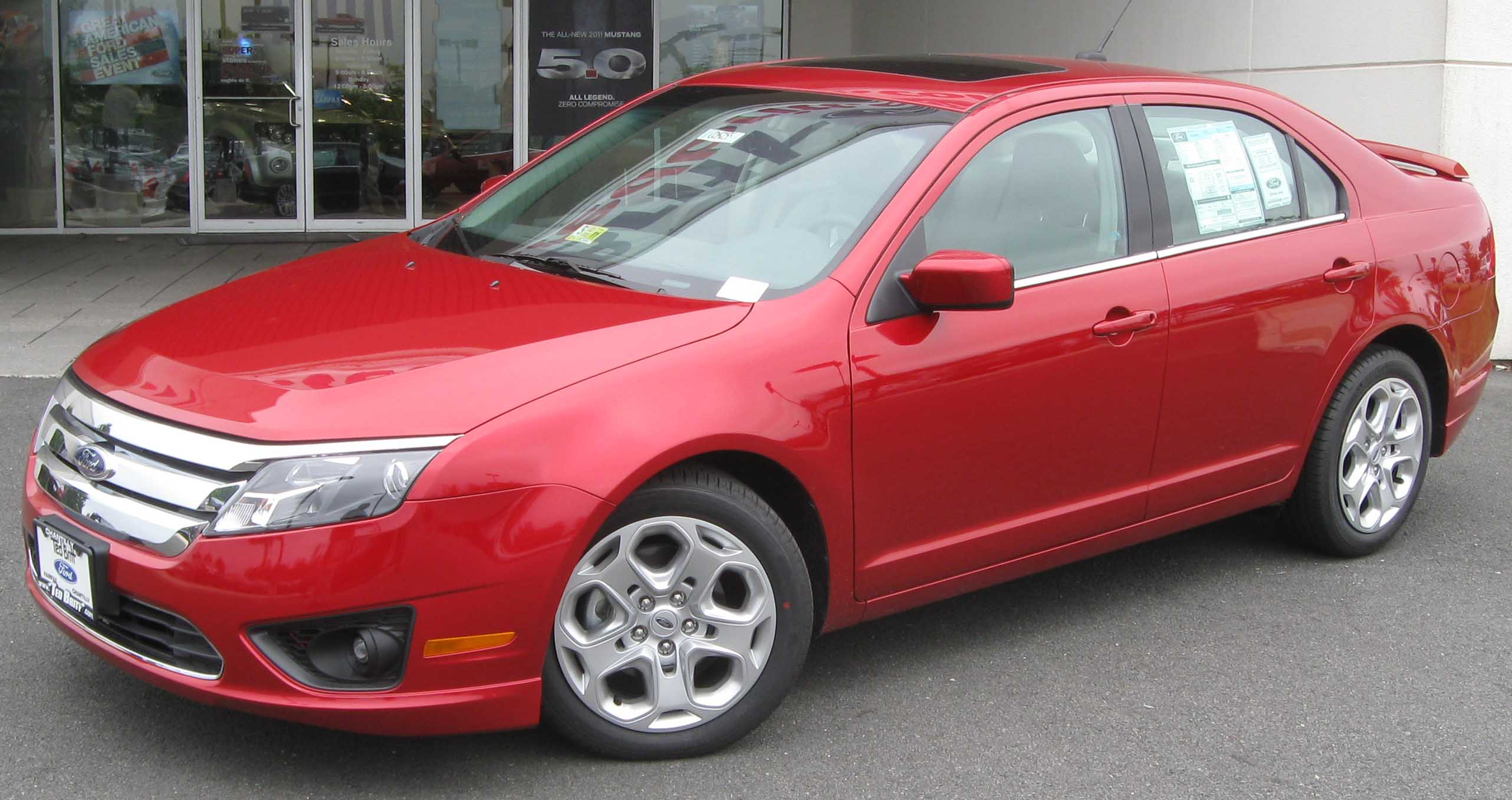

فورد فیوژن (آمریکا) (به انگلیسی: (Ford Fusion (Americas) خودرویی است که از ۱ اوت سال ۲۰۰۵ تا ژوئیه ۲۰۲۰ در هرموسیو در ایالت سونورا مکزیک و فلت‌راک، میشیگان آمریکا تولید شد.

## پیشینه
نسل اول فورد فیوژن در واقع جایگزینی بود برای سری فوردهای تاروس که تا قبل از تولد فیوژن، پرچم‌دار سدان سایز متوسط فورد بود. تاروس پس از این سدانی فول سایز شد.
نسل اول فیوژن از سال ۲۰۰۵ تا ۲۰۱۲ تولید شد. در طی سال‌های تولید، این خودرو چندین فیس لیفت ضعیف و قوی را تجربه کرد و در کل خودرویی موفق بود که توانست جای پای فورد را در این بخش، حسابی محکم کند.
سرانجام در نمایشگاه سال ۲۰۱۲ دیترویت نسل دوم فیوژن پرده‌برداری شد.

## نسل دوم

### طراحی
فیوژن به‌مانند بقیه خودروهای شاسی کوتاه جدید فورد، از جلو پنجرهٔ بیضی شکل استفاده می‌کند. چراغ‌ها نیز به صورتی قرارگرفته که خشونت فراوانی به چهرهٔ این خودرو می‌بخشد.
در طراحی داخلی، با ترکیبی از زوایای تند و کند تلاش شده فضای داخلی همه‌پسند باشد. داشبورد از مواد با کیفیت و نرم (بر خلاف نسل قبل) ساخته شده.

## مشخصات فنی
فورد ۴ انجین بنزینی برای فیوژن در نظر گرفته که از نظر تعداد در میان رقبا بی نظیر است.
- موتور ۲٫۵ لیتر تنفس طبیعی با ۱۷۵ اسب بخار قدرت، گشتاور ۲۳۷ نیوتون متر و مصرف سوخت میانگین ۹ لیتر در ۱۰۰ کیلومتر
- موتور ۱٫۵ لیتری توربو با ۱۸۱ اسب بخار قدرت، گشتاور ۲۵۰ نیوتون متر و مصرف سوخت ۸٫۴ لیتر در ۱۰۰ کیلومتر
- موتور ۱٫۶ لیتر توربو با ۱۸۲ اسب بخار قدرت، گشتاور ۲۴۹ نیوتون متر و مصرف سوخت ۸٫۱ لیتر در ۱۰۰ کیلومتر
- موتور ۲ لیتری توربو با ۲۴۰ اسب بخار قدرت، گشتاور ۳۷۰ نیوتون متر و مصرف سوخت ۹ لیتر در ۱۰۰ کیلومتر

فورد یک گیربکس ۶ سرعته دستی و یک ۶ سرعته اتوماتیک بر روی فیوژن به کار گرفته.

## توقف تولید فیوژن
در ماه آپریل 2018 به صورت رسمی اعلام شد که تولید فیوژن (معروف ترین سدان خانواده فورد) متوقف خواهد شد ولی ما در سال 2021 شاهد معرفی نسخه ای جدیدتر بودیم که این موضوع حذف کامل فیوژن از محصولات را در هاله ای از ابهام قرار داده است.